# Frank Pesce
Frank Pesce (* 8. Dezember 1946 in New York City, New York; † 6. Februar 2022 in Burbank, Kalifornien) war ein US-amerikanischer Schauspieler in Film und Fernsehen.

## Karriere
Der 1946 in New York City geborene Frank Pesce begann seine Laufbahn im US-amerikanischen Fernsehen 1976 in einer Folge der Polizeiserie Police Story. Es folgten in den darauffolgenden Jahrzehnten zahlreiche weitere kleinere Rollen in Film und Fernsehen. So spielte Pesce zwischen 1976 und 2015 in rund 50 Kinofilmen mit, darunter in den Jerry-Bruckheimer-Produktionen Flashdance, Beverly Hills Cop – Ich lös’ den Fall auf jeden Fall, wo er den Zigarettenhehler verkörperte, Top Gun – Sie fürchten weder Tod noch Teufel und Beverly Hills Cop II sowie in verschiedenen Filmen mit Sylvester Stallone wie Rocky, Vorhof zum Paradies, Lock Up – Überleben ist alles, Zwei vom alten Schlag, The Expendables 3, Reach Me oder Creed – Rocky’s Legacy. Andere größere Hollywood-Produktionen, in denen er mitwirkte, waren unter anderem Ein Mann für gewisse Stunden mit Richard Gere, Eureka mit Gene Hackman, Midnight Run – Fünf Tage bis Mitternacht mit Robert De Niro, Schneesturm im Paradies mit Nicolas Cage, Donnie Brasco mit Johnny Depp und Al Pacino, Keine halben Sachen 2 – Jetzt erst recht! mit Bruce Willis oder Middle Men mit Luke Wilson. Des Weiteren hatte er mehrere Auftritte in B-Movie-Filmen mit Fred Williamson wie in Streetfighters, Chicago Cop, The Messenger, C.C. Action, South Beach oder Night Vision – Der Nachtjäger.
Frank Pesce verstarb im Februar 2022 im Alter von 75 Jahren im Providence Saint Joseph Medical Center in Burbank.

## Filmografie (Auswahl)
- 1976: Rocky
- 1978: Vorhof zum Paradies (Paradise Alley)
- 1979: Piranhas II – Die Rache der Killerfische (Killer Fish)
- 1980: Ein Mann für gewisse Stunden (American Gigolo)
- 1981: Streetfighters (Vigilante)
- 1983: Chicago Cop (The Big Score)
- 1983: Flashdance
- 1983: Eureka
- 1984: Beverly Hills Cop – Ich lös’ den Fall auf jeden Fall (Beverly Hills Cop)
- 1986: The Messenger
- 1986: Top Gun – Sie fürchten weder Tod noch Teufel (Top Gun)
- 1987: Beverly Hills Cop II
- 1988: Midnight Run – Fünf Tage bis Mitternacht (Midnight Run)
- 1989: Lock Up – Überleben ist alles (Lock Up)
- 1989: C.C. Action (The Kill Reflex)
- 1990: Final Exterminator
- 1993: South Beach
- 1994: Schneesturm im Paradies (Trapped in Paradise)
- 1997: Donnie Brasco
- 1997: Night Vision – Der Nachtjäger (Night Vision)
- 2004: Keine halben Sachen 2 – Jetzt erst recht! (The Whole Ten Yards)
- 2009: Middle Men
- 2013: Zwei vom alten Schlag (Grudge Match)
- 2014: The Expendables 3
- 2014: Reach Me
- 2015: Creed – Rocky’s Legacy (Creed)